# Sofía Carlota de Brandeburgo-Bayreuth
Sofía Carlota de Brandeburgo-Bayreuth (Sofía Carlota Albertina; 27 de julio de 1713-2 de marzo de 1747) fue una noble alemana miembro de la Casa de Hohenzollern y por matrimonio Duquesa de Sajonia-Weimar y Sajonia-Eisenach.
Nacida en Weferlingen, era la cuarta de cinco hijos nacidos del matrimonio entre el Margrave Jorge Federico Carlos de Brandeburgo-Bayreuth y la Princesa Dorotea de Schleswig-Holstein-Sonderburg-Beck. En 1716 su madre fue condenada por adulterio y encarcelada; probablemente nunca volvió a verla.

## Biografía
En Bayreuth el 7 de abril de 1734, Sofía Carlota contrajo matrimonio con el Duque Ernesto Augusto I de Sajonia-Weimar como su segunda esposa. Tuvieron cuatro hijos:
1. Carlos Augusto Eugenio, Príncipe Heredero de Sajonia-Weimar (Weimar, 1 de enero de 1735 - Weimar, 13 de septiembre de 1736).
2. Ernesto Augusto II Constantino, Duque de Sajonia-Weimar-Eisenach (Weimar, 2 de junio de 1737 - Weimar, 28 de mayo de 1758).
3. Ernestina Augusta Sofía (Weimar, 4 de enero de 1740 - Hildburghausen, 10 de junio de 1786), desposó el 1 de julio de 1758 al Duque Ernesto Federico III Carlos de Sajonia-Hildburghausen.
4. Ernesto Adolfo Félix (n. y m. Weimar, 23 de enero de 1741 / n. Weimar, 1742 - m. Weimar, 1743) [?].

El 26 de julio de 1741 también se convirtió en Duquesa consorte de Sajonia-Eisenach después de que su marido heredara este territorio.
Sofía Carlota murió en Ilmenau a la edad de 33 años. Fue enterrada ahí.